# Намив (Миколаїв)
Намив — місцевість міста Миколаїв у його Заводському районі.

## Розташування

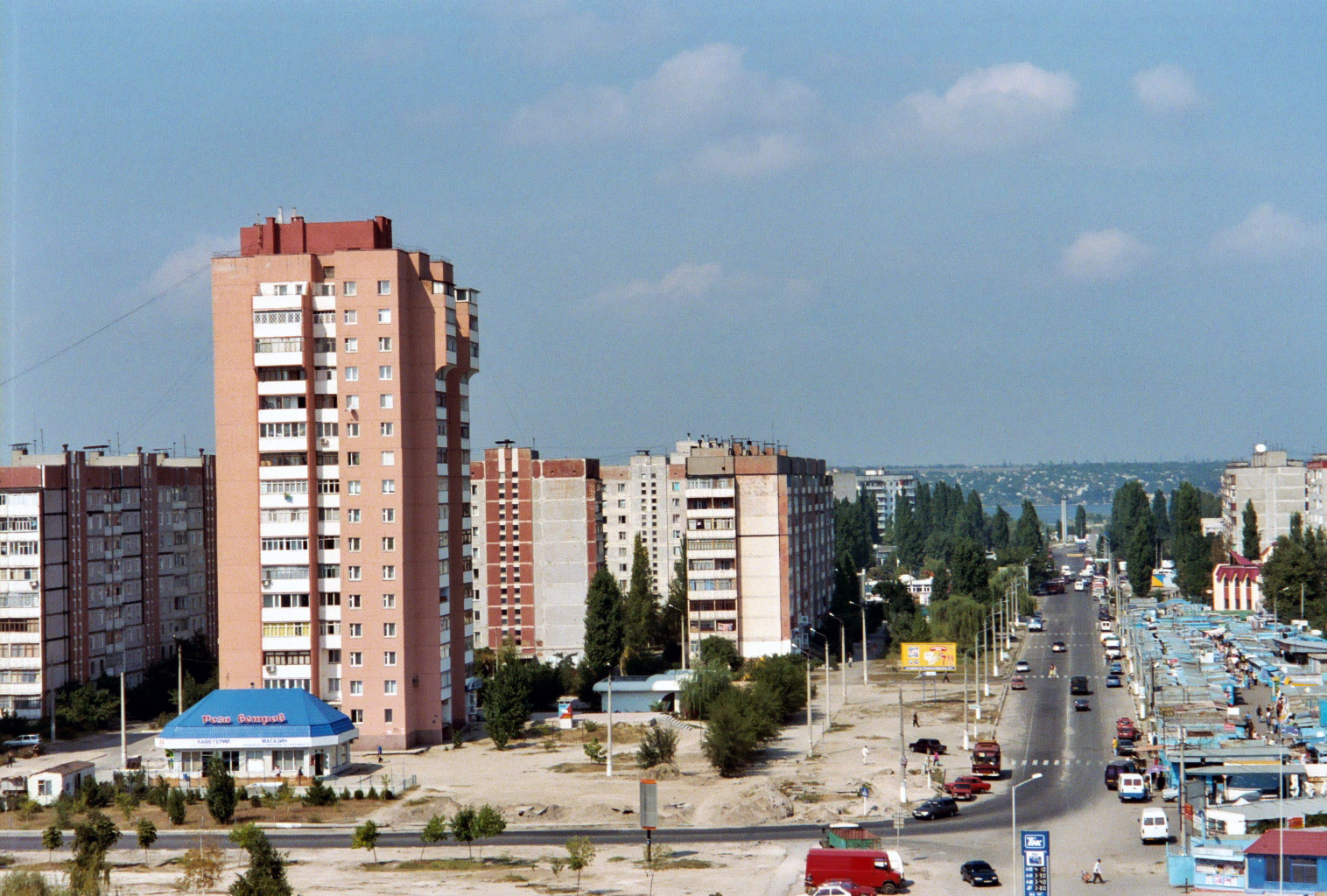
Намив, вулиця Червоних Майовщиків (з 2016 р. — вулиця Озерна)

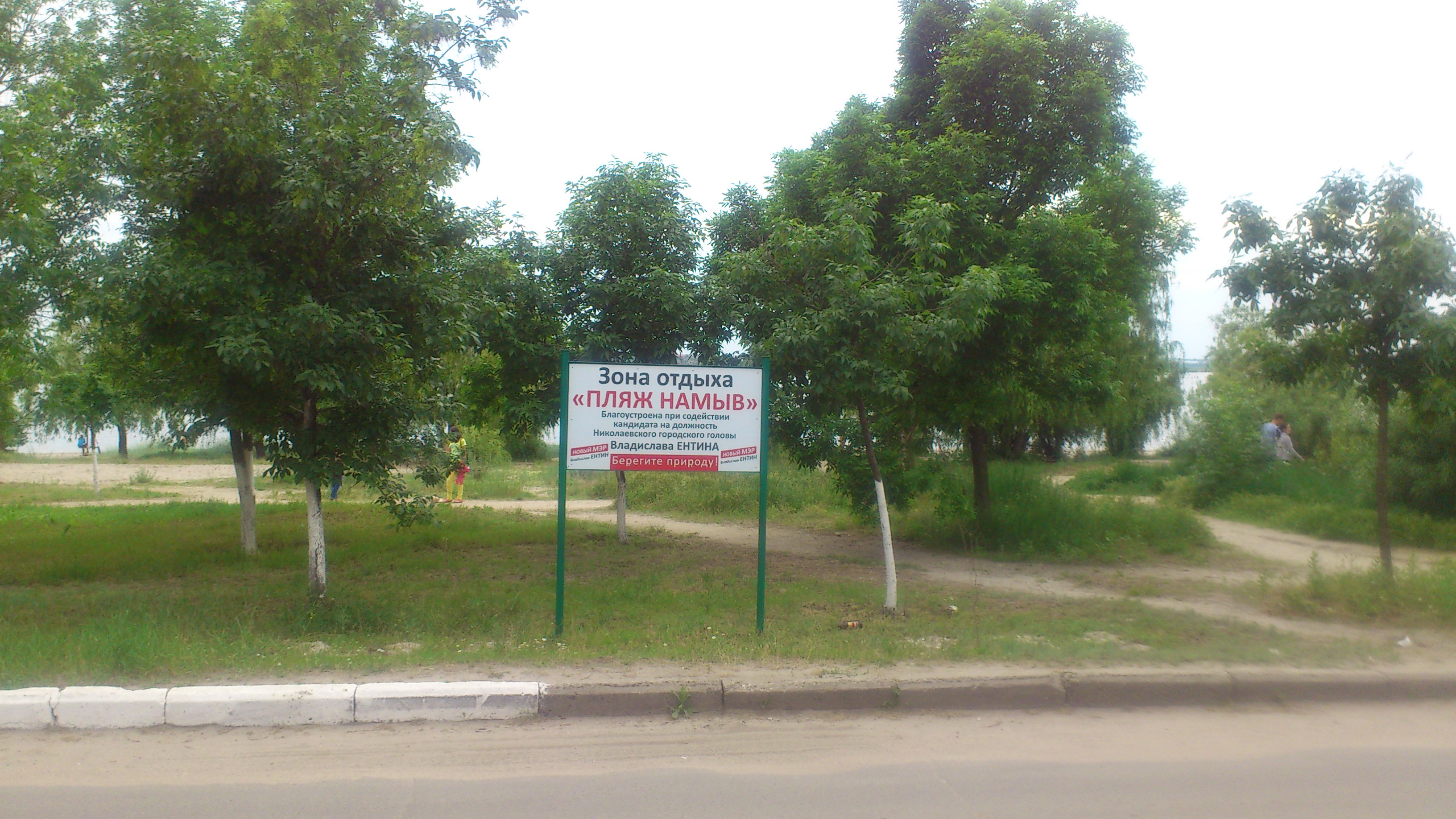
Пляж на Намиві

Розташований на заході півострова, на якому знаходиться основна частина міста. Межує з мікрорайоном Ліски та Бузьким лиманом.

## Історія
У 1970-х роках Миколаївський міськвиконком ухвалив рішення створити «намивну територію у мікрорайоні Ліски».
З початку 1970-х років в акваторії Бузького лиману потужними земснарядами намили 130 га суші. Головні роботи виконав Домобудівний комбінат Чорноморського суднобудівного заводу, який на той час був найбільшим у Європі. Житловий мікрорайон на 30 тис. жителів був побудований за проєктом миколаївського архітектора Олега Старушка. Перша забудова намивної території розпочалася 1976 року.
Намив розділили на два мікрорайони. Мікрорайон № 1 забудував Миколаївський домобудівний комбінат, а частину, що залишилася, віддали під забудову Чорноморському суднобудівному заводу під житловий фонд та інфраструктуру для своїх працівників. Основні роботи за проєктом були завершені у 1980-ті роки.

## Події на Намиві

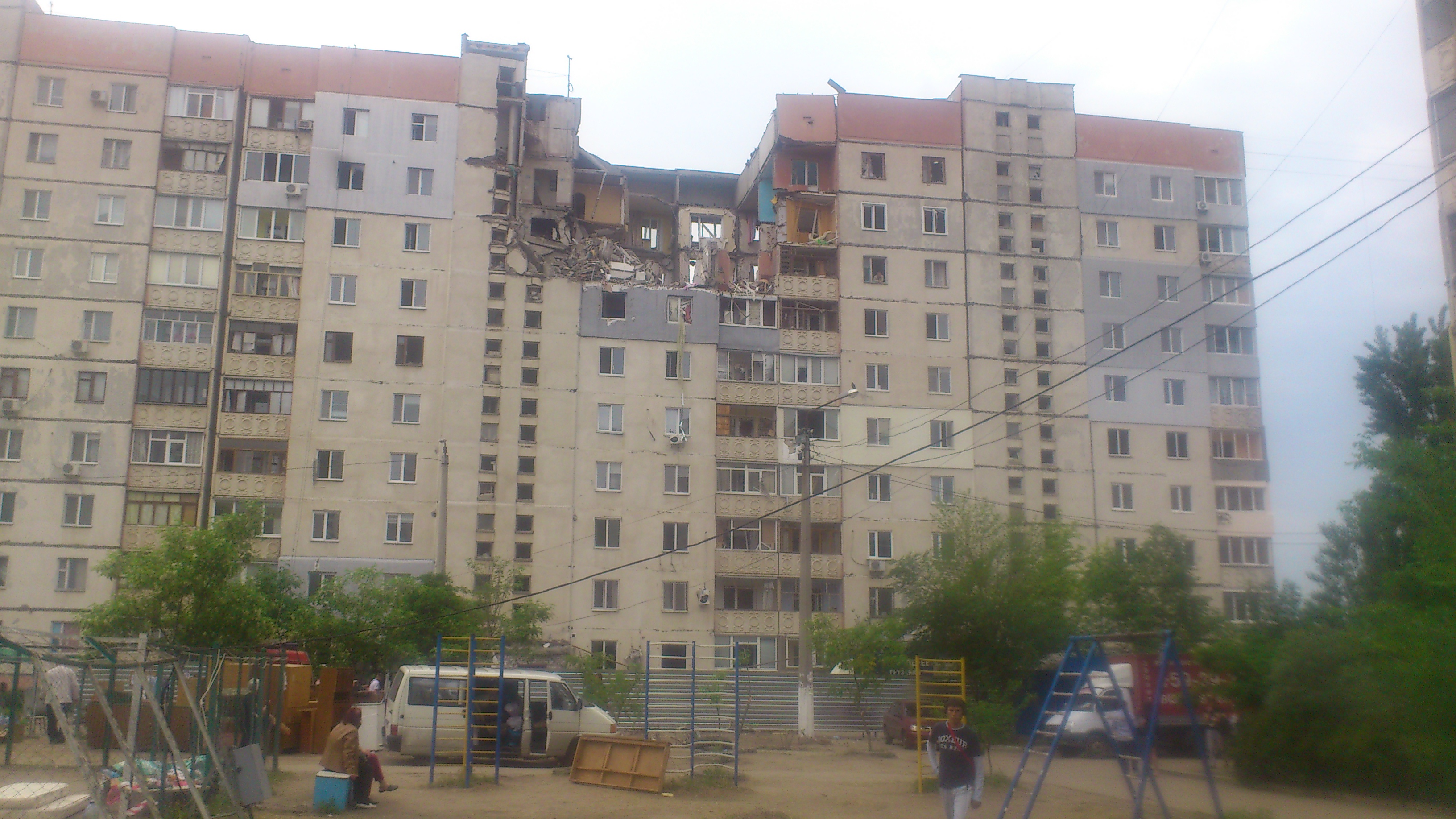
Будинок № 40 по вулиці Лазурній у Миколаєві через тиждень після вибуху

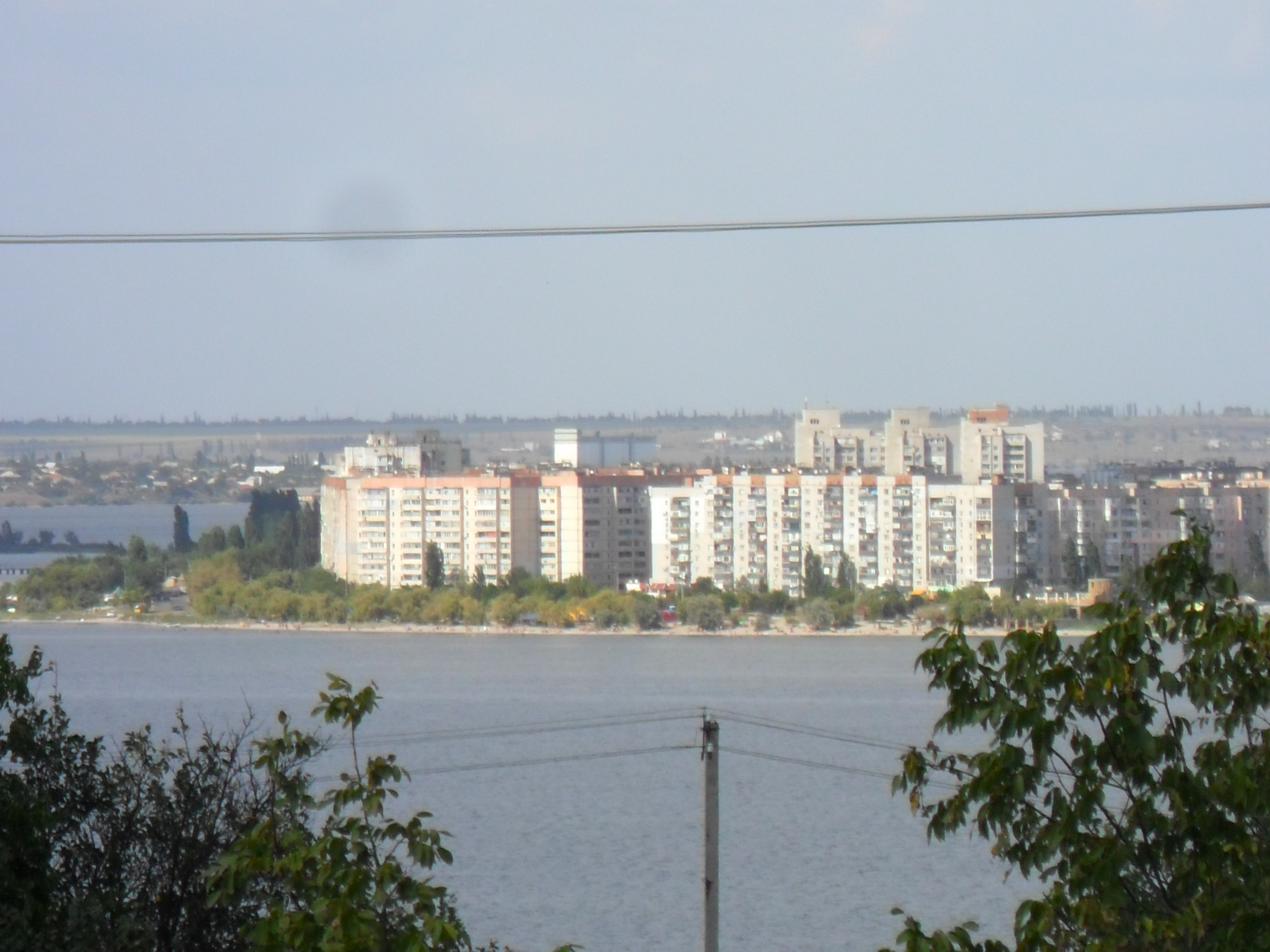
Вид на Намив з Малої Коренихи

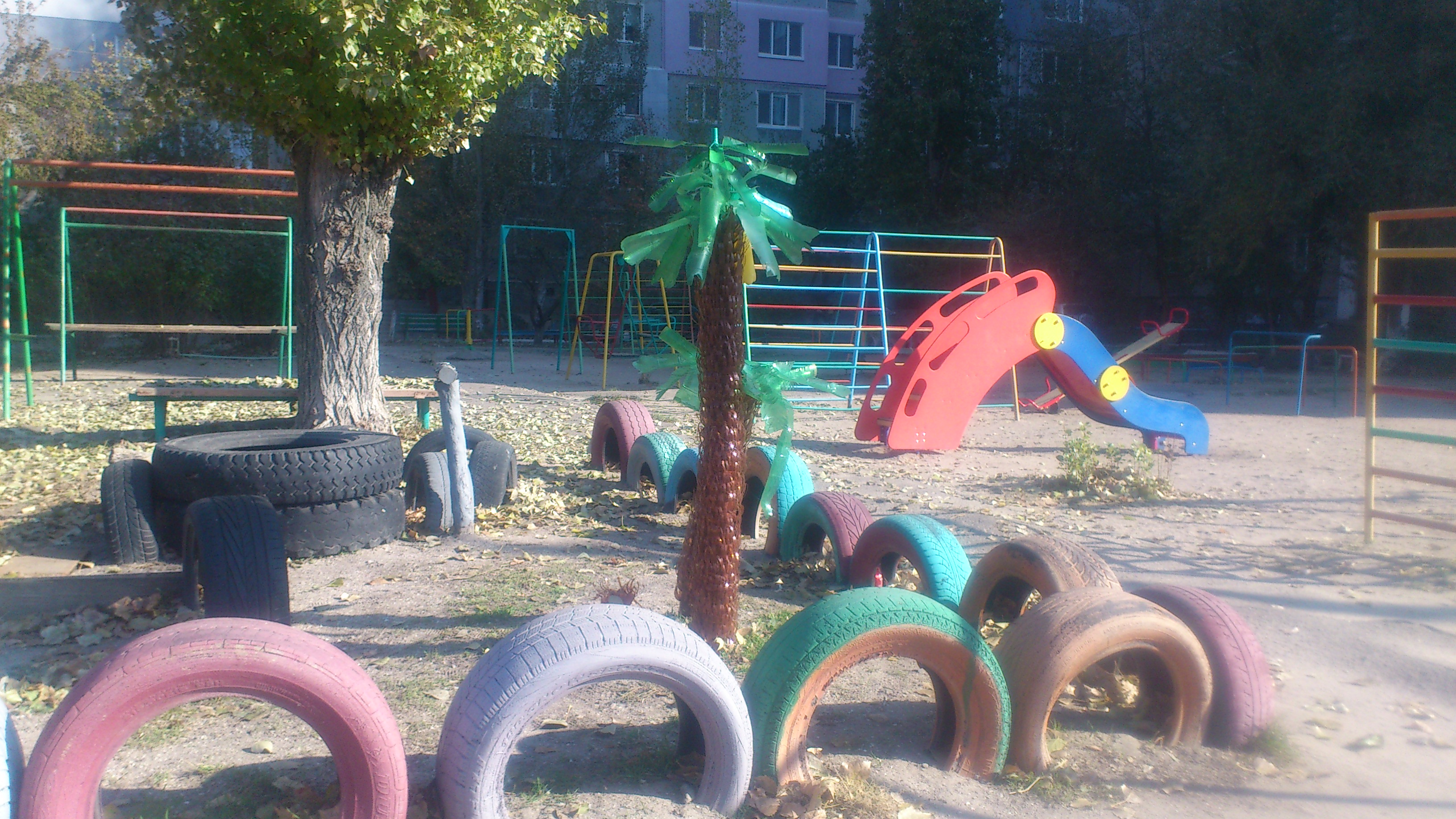
Дитячий майданчик з автошинами і деревом з пет-пляшок на Намиві

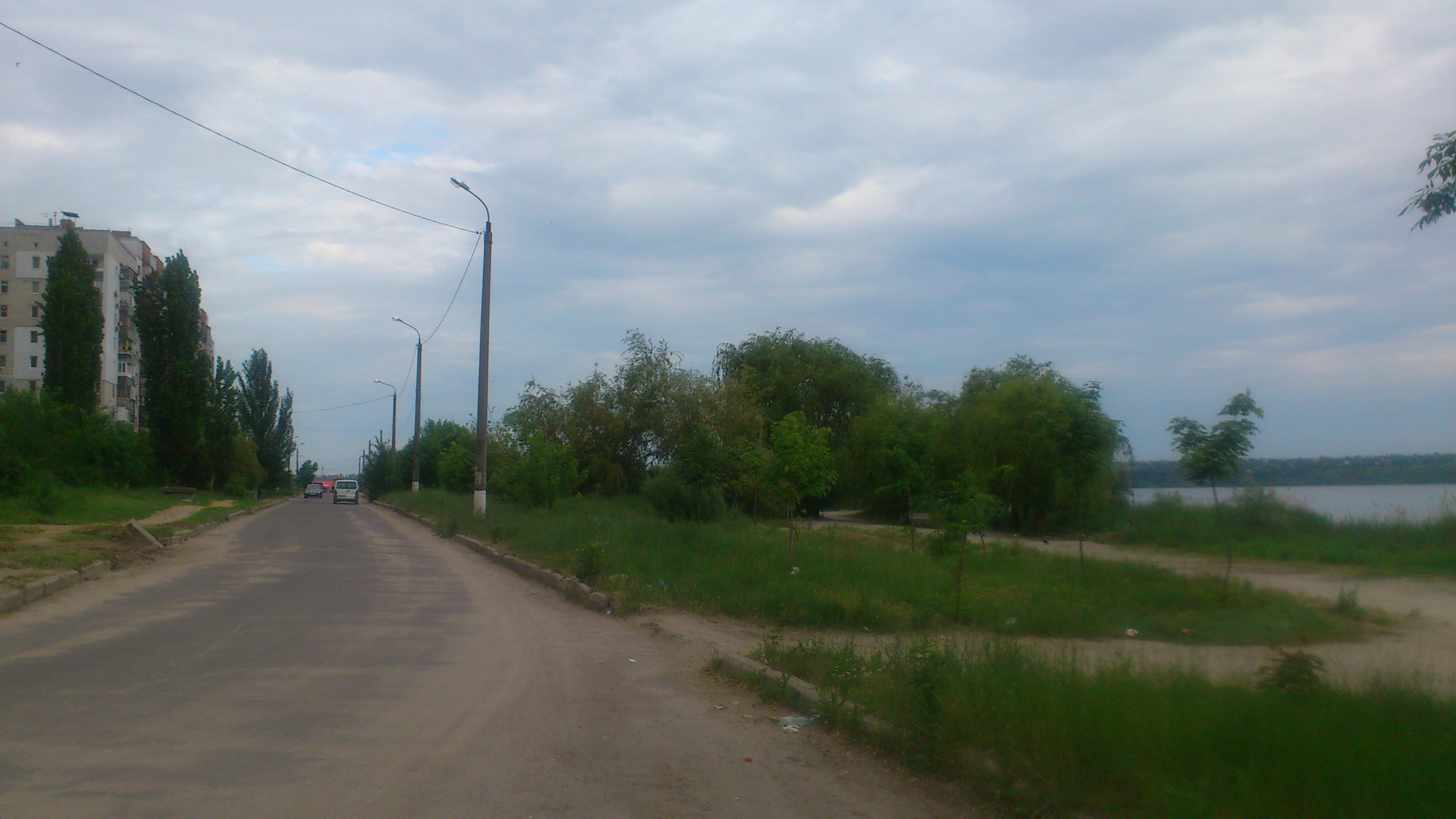
Вулиця Лазурна

Наслідки ракетно удару по кафе «Бомбардир»

Вдень 12 травня 2014 року в будинку за адресою Лазурна, 40 стався вибух побутового газу, який знищив частину десятитоповерхівки. Найбільше постражлали останні три поверхи. У результаті вибуху загинули семеро людей. Без домівок залишилися 80 сімей. Для громадян, які постраждали внаслідок вибуху, було придбано 80 квартир за рахунок коштів, виділених урядом України.
23 квітня 2022 року Росія завдала ракетного удару по літньому кафе «Бомбардир». Внаслідок вибуху ударна хвиля вибила вікна у навколишніх будинках, повідомили у Головному управлінні ДСНС України в Миколаївській області.

## Транспорт
Дістатися до Намиву можна міським транспортом: тролейбусом (№ 2,4,7) автобусом або маршрутками.

## Культура
На Намиві є кілька шкіл (у тому числі Миколаївська гімназія № 4), ринків (найбільший з яких ринок «Штрасе»), а також пляжний комплекс «Лазурний».

## Основні вулиці мікрорайону
- Вулиця Озерна
- Вулиця Лазурна